# Batalla de Asomante
La batalla de Asomante fue la última batalla de la guerra hispano-estadounidense en tierras caribeñas.

## Antecedentes
El 25 de julio, el General Nelson A. Miles, desembarcó en Guánica con un ejército de 3.300 hombres y 2 baterías de cañones Krupp y comenzando la ofensiva terrestre, la  primera escaramuza tuvo lugar en la misma población de Guánica saldándose con una victoria norteamericana, sucediéndose los combates de Fajardo, Guayama y Coamo.
Llegando el ejército norteamericano a la población de Aibonito en la mañana del 9 de agosto, encontrándose una feroz resistencia por parte de los defensores viéndose obligados a replegarse al no contar con cañones para poder contraatacar con mayor efectividad, sufriendo varias bajas.

## La batalla
En la mañana del 12 de agosto de 1898, el capitán R.D. Potts, al mando de una batería de artillería, y escoltado por una compañía del Tercer Regimiento de Wisconsin, además de dos pelotones de la Brigada de Wilson, inició su ruta hacia Aibonito, tras haberse quedado rezagado del grueso principal de Miles, con órdenes de conquistar la plaza, aprovechando su batería de cañones. 
Las tropas españolas al mando del teniente general Manuel Macías y Casado estaban compuestas por dos secciones peninsulares españolas y una sección de criollos puertorriqueños, posicionase en las trincheras del barrio de Asomante, apostando una batería de dos cañones Plasencias.
Tras varias horas de intercambio de disparos entre las dos baterías sin decantarse la balanza para ninguno de los dos bandos, Potts mandó que sus tropas atacasen las trincheras españolas, produciéndose finalmente la diferencia que decantaría la batalla, cuando varios tiradores españoles dispararon a casi dos mil metros de distancia matando a dos oficiales y a dos soldados, esto unido a una bala de cañón que impactó de lleno en una de las unidades norteamericanas, que aunque no mató a nadie si hizo que varios soldados se pusieran en fuga propagándose el terror entre toda la tropa, los españoles en ese caos conseguieron herir a tres soldados más, ordenándose acto seguido sobre las 13:00 horas la retirada definitiva de las tropas norteamericanas. 
Aunque la victoria española no serviría de mucho pues al día siguiente el 13 de agosto el gobierno español, firmó un armisticio donde España renunciaría a su soberanía sobre los territorios de Cuba, Puerto Rico y Filipinas entregándoselos a los EE. UU.

## Consecuencias
La batalla se saldó con al menos 4 muertos y 3 heridos por parte del bando estadounidense, frente a tan solo 1 o 2 heridos españoles, siendo una aplastante victoria por parte de los españoles, que por desgracia no serviría de nada, al firmar el gobierno español al siguiente día de forma oficial el armisticio, donde España cedería buena parte de sus últimas colonias de ultramar a favor de los EE. UU.